# Extermini de Xàtiva
L'extermini de Xàtiva és l'intent per part del rei borbó Felip V d'esborrar físicament, històrica i jurídica, la ciutat de Xàtiva.
Aquesta expressió, "extermini", va ser utilitzada pels valencians per a Xàtiva abans que s'aplicara a l'intent d'eliminació per part dels nazis de diferents grups humans com els jueus, els eslaus, els dissidents polítics, etc. Així ho prova, per exemple, el títol del llibre publicat per Ventura Pascual i Beltran el 1925: Datos para la historia del Exterminio de Játiva en la guerra de Sucesión on s'apleguen els testimonis escrits en castellà i català sobre el tema.
L'extermini de Xàtiva tingué com a funció donar un càstig exemplar que atemorira a la resta de valencians i propiciara la seua submissió davant les forces borbòniques durant la Guerra de Successió. Tot i que és cert que hi hagué altres incendis, com Quart de Poblet o Vila-real, el que resulta innovador no sols en la Guerra de Successió, sinó en la història d'Europa, és l'intent d'esborrament no sols físic, sinó històric, jurídic i, fins i tot metafòric d'una població. El motiu pel qual es trià Xàtiva és doble: 
- per un costat per la seua forta resistència davant les tropes borbòniques de D'Asfeld i
- per un altre per tractar-se de la segona ciutat del Regne de València i per tindre llavors un valor simbòlic afegit pel que representava per a tots els valencians: Castigant a Xàtiva, es castigava a tots els valencians.

Les paraules del mateix Felip V són il·lustratives:
"L'obstinada rebel·lia amb què fins als termes de la desesperació varen resistir l'entrada de les meues armes els veïns de la ciutat de Xàtiva, per a fer irremissible el crim de la seua perjura infidelitat desatenent la benignitat amb què repetides vegades els vaig flanquejar el perdó, vaig emprar la meua justícia a manar-la arruïnar per a extingir la seua memòria, com es va executar per a càstig de la seua obstinació, i escarment dels que intentessin seguir el seu mateix error."
Així, després del setge de Xàtiva i durant i després l'assalt i el saqueig, no sols s'agredí la milícia, els maulets i aes miquelets que la defensaven (cosa normal en una confrontació bèl·lica), sinó també la població civil indefensa. Arran dels informes que els seus generals Berwick i D'Asfeld li havien elevat, Felip V signa l'ordre d'incendiar Xàtiva, que fou executada el 19 de juny de 1707. Uns dies abans, els supervivents capturats havien estat trets de la ciutat per la força i deportats a Castella, i es valorà, fins i tot, la possibilitat de deportar-los a les Índies. Molts d'ells moriren durant la deportació.
Durant l'incendi, les tropes castellanes que l'executaren, comandades pel brigadier Chaves, van posar especial cura en la destrucció d'edificis oficials de la ciutat. Així, l'edifici gòtic del consistori xativí quedà completament en ruïnes, i amb ell es cremaren tots els arxius municipals, els quals no sols ho eren de la ciutat sinó de la Governació de Xàtiva ("Governació dellà lo Xúquer"), amb la qual cosa es perdé gran part del bagatge documental del Regne de València.
Una vegada acabat l'incendi i despoblada la ciutat, Felip V dona l'ordre de crear-ne una nova i "fidelísima" (sic) que es diguera Colonia Nueva de San Felipe. Aquesta població nova duria el nom del rei que la creava i no havia de tindre cap mena de vinculació amb l'anterior. Així es pensava omplir-la amb població nova o amb els (ex-)xativins pro-borbònics que pogueren demostrar la seua fidelitat. Per a aquesta ciutat es crearen unes noves ordenances i Macanaz encomana un disseny arquitectònic i urbanístic de nova planta. El qual, una vegada enllestit, requeria enderrocar tot el quedava de la ciutat (llevat dels edificis religiosos) per tal de poder edificar la nova. Al respecte es crearen les companyies de cavar a partir dels habitants dels pobles veïns que tenien com a funció enderrocar les cases de Xàtiva, però a les quals s'animà a emportar-se tot el que trobaren.
Així les coses, la ciutat fou cremada, enderrocada i sotmesa a la rapinya, i la seua població assassinada o deportada.
La cosa no acabà aquí, però, ja que el nom de Xàtiva fou substituït a tots els mapes i documents oficials pel de San Felipe. Fins i tot, fou eliminat dels mapes la denominació Illa de Xàtiva que, fins aleshores s'havia aplicat a l'illa gran de Terra del Foc. Passant així, no sols d'una eliminació física i jurídica, sinó també a una eliminació metafòrica, lingüística.
Val a dir que la mancança de pressupostos i la caiguda en desgràcia de Macanaz impediren l'enderrocament total i la realització de la nova planta urbanística de San Felipe. A més, tot i que Xàtiva estigué despoblada durant gran part del segle xviii, una part de l'antiga població anà retornant amb el temps i, finalment, gràcies sobretot a Joaquim Llorenç Villanueva, la ciutat recuperà el seu nom amb les Corts de Cadis.
El 2007, es van realitzar diferents actes commemoratius del 300 aniversari de l'incendi i extermini de Xàtiva. Entre d'altres un gran nombre de xativins vinculats al món de la cultura va signar el Manifest de Xàtiva 1707-2007.